# Rouvroy-sur-Serre
 Rouvroy-sur-Serre  là một xã ở tỉnh Aisne, vùng Hauts-de-France thuộc miền bắc nước Pháp.